# Strömungen in offenen Gerinnen

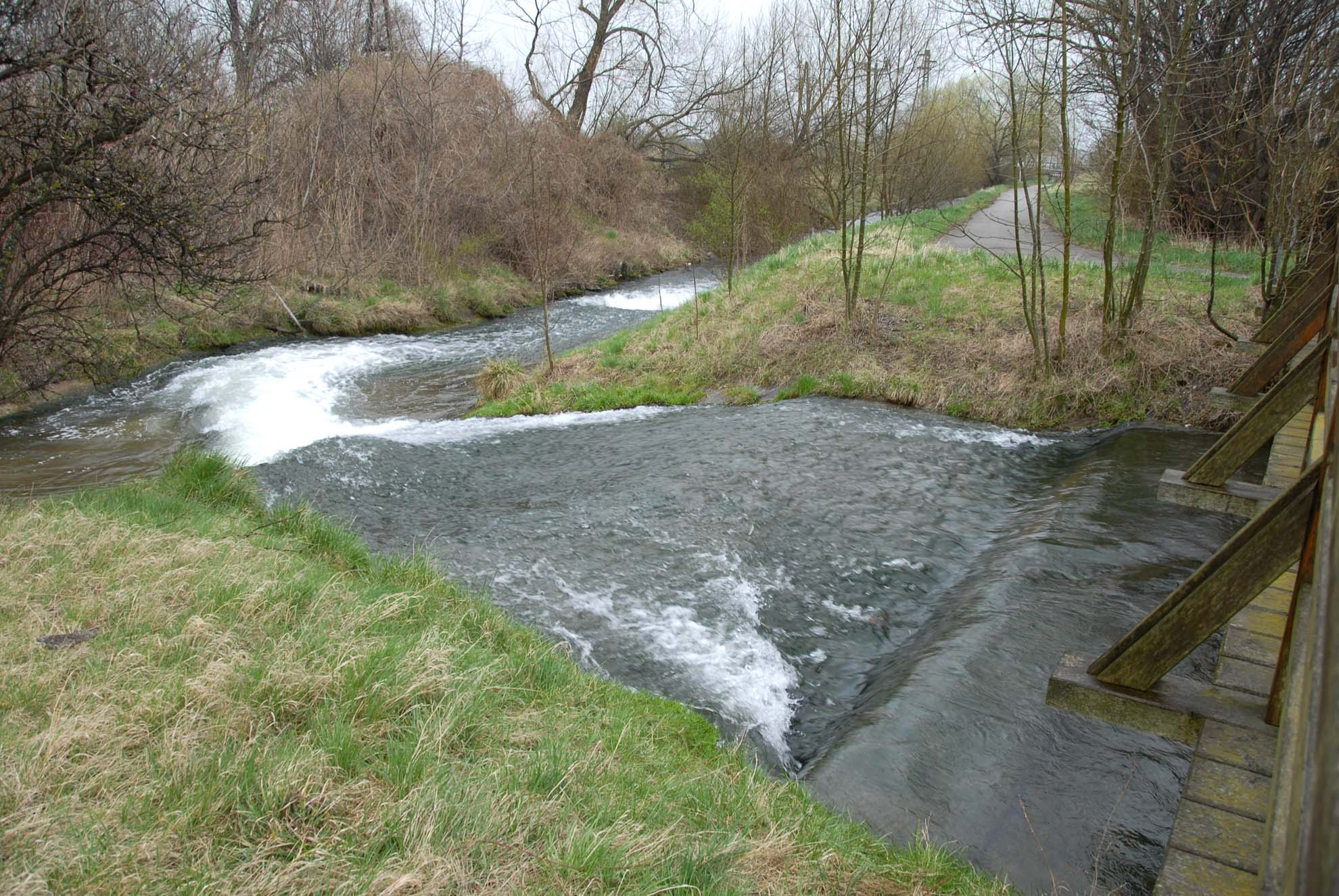
Natürliches bzw. naturnahes offenes Gerinne

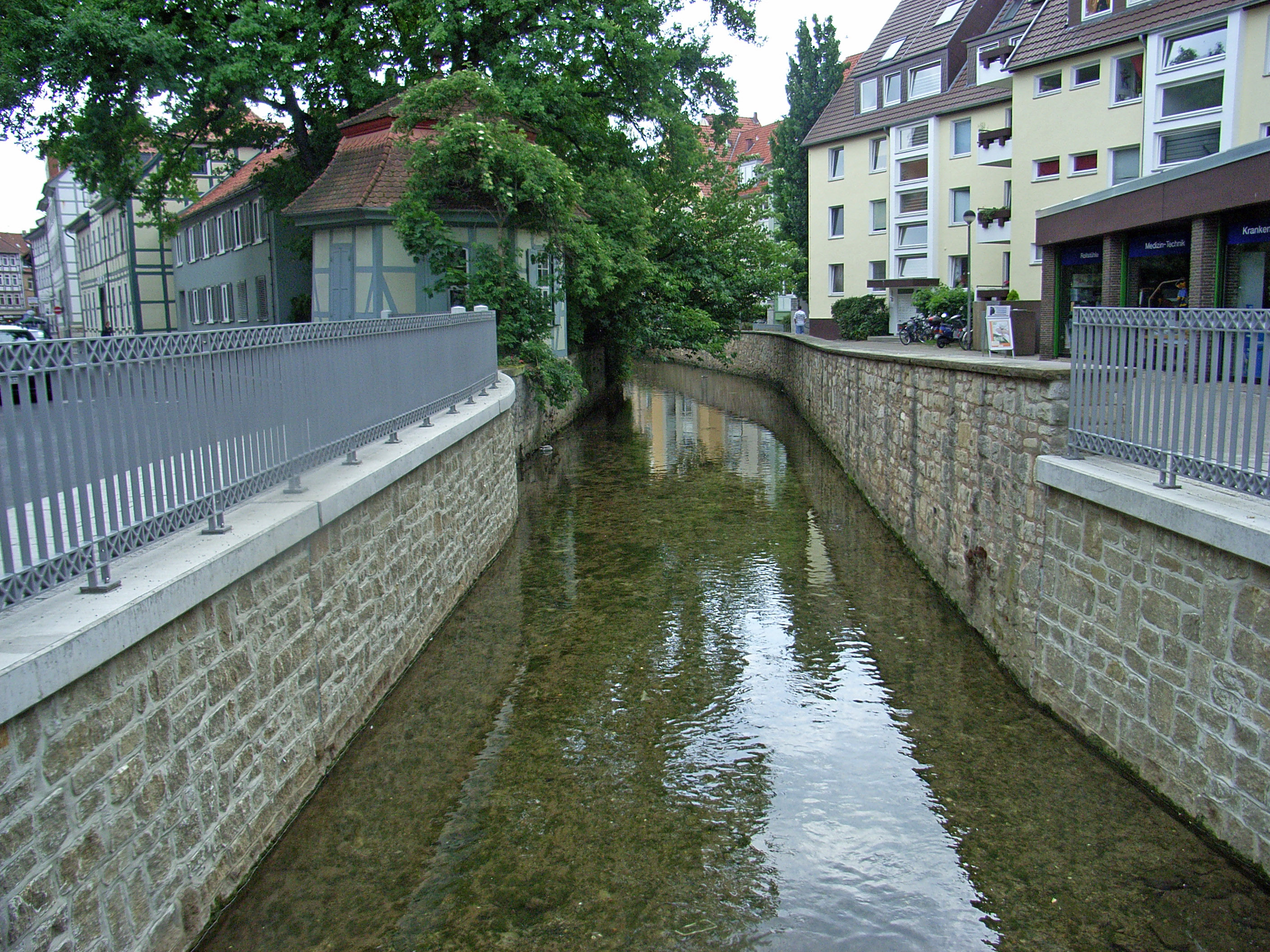
Künstliches Gerinne
(Kanalisierung der Leine in Göttingen)

Strömungen in offenen Gerinnen und stehenden Gewässern sind ein Typus von physikalischen Strömungen, die für viele Bereiche der Hydrologie von Bedeutung sind. Das Themengebiet wird auch als Gerinnehydraulik bezeichnet.
Gerinne sind natürliche oder künstlich angelegte Abflussmöglichkeiten mit einem freien Wasserspiegel, deren Hydraulik sich von Strömungen in Rohrleitungen und dem theoretischen Fall einer Kanalströmung unterscheidet.
Zu den natürlichen Gerinnen zählen z. B. Flüsse und Bäche. Beispiele für künstliche Gerinne sind Zu- und Abflusskanäle, Bewässerungsgräben, Freispiegelleitungen und Kanalisierungen von natürlich entstandenen Gerinnen.

## Offenes Gerinne als Strömungsleiter
Gerinne haben wie Fließgewässer einen Wasserspiegel, hier Pegel genannt. Offene Gerinne stehen – in Wasserspiegelhöhe – immer unter atmosphärischem Druck (bei geschlossenen Gerinnen kann über dem Flüssigkeitsspiegel ein Überdruck sein). Kenngrößen der Strömung sind etwa Durchflussprofil und Strömungsgeschwindigkeit.
Das Gegenteil sind Strömungen in Rohrleitungen (z. B. in Wasserleitungen und Druckstollen). Der Unterschied ist, dass im klassischen Fall der Leitungsquerschnitt konstant ist. Eine größere Wassermenge (Durchfluss, hydrologisch Abfluss) erhöht im geschlossenen Leiter den Druck und die Strömungsgeschwindigkeit. Im offenen Gewässer steigt zusätzlich der Pegel. Im natürlichen Bett der Fließgewässer resultieren komplizierte Veränderungen der Querschnittsflächen und der lokalen Fließrichtungen des Wassers.
Ein dritter Strömungstyp ist die Sickerströmung des Grundwassers im porösen Medium.

## Anwendungsgebiete
In der Gewässerkunde helfen die für Strömungen in offenen Gerinnen bzw. stehenden Gewässern ausgearbeiteten Modelle und Lösungen beispielsweise, folgende Fragen über das Fließverhalten von Gewässern zu klären:
- Modellierung des Abflussregimes von Flusssystemen
- die Berechnung der Leistungsfähigkeit von Flüssen zur Hochwasserabfuhr bzw. die Ausweisung von Hochwasserabflussgebieten
- die Berechnung von Triebwasserkanälen von Wasserkraftwerken
- die Wasserzufuhr zu Bewässerungssystemen und zur Wasserversorgung im Allgemeinen
- die Strömungen in Seen
- die Fähigkeit des Flusses zum Sedimenttransport

## Arten der Strömungsvorgänge
Strömungen in offenen Gerinnen und stehenden Gewässern sind in der Regel instationär (an einer gewissen Stelle von der Zeit abhängig) und auch in allen drei Raumrichtungen zu betrachten. Derartige Berechnungen sind äußerst aufwändig. In vielen Fällen sind aber Vereinfachungen zulässig. Oft ist auch ein Modellversuch erforderlich.
Zumeist wird bei der Berechnung in Gerinnen auf stationäre, eindimensionale Berechnungsverfahren zurückgegriffen. Dabei wird ein über die Zeit konstanter Abfluss entlang der Gerinneachse betrachtet. Vorausgesetzt wird meist auch – wie in anderen fluidmechanischen Problemstellungen – Reibungsfreiheit und laminare Strömung, also Wirbelfreiheit.
Auf Grund der steigenden Anforderungen an die Berechnungsgenauigkeit und der laufend verbesserten Leistungsfähigkeit der Rechenanlagen werden in jüngerer Vergangenheit jedoch auch instationäre, zwei- und dreidimensionale Berechnungen durchgeführt. Damit ist der zeitliche Ablauf z. B. von Überflutungen auch in komplexen Abflusssituationen (z. B. flache, breite Täler, Dammbrüche) darstellbar. Ebenso trifft dies für die Berechnung von Strömungen in flachen Seen beziehungsweise küstennahen Bereichen der Meere zu.

## Eindimensionaler Abfluss in offenen Gerinnen

### Strömen und Schießen
Naturbeobachtungen zeigen, dass sich in Oberflächengewässern (kleine) Störungen (z. B. durch Einbauten, Stein am Grund, Ast ins Wasser ragend)
- bei hoher Fließgeschwindigkeit nur abwärts bzw. nach unten auswirken, also in Fließrichtung: schießender oder überkritischer Abfluss
- bei geringer Fließgeschwindigkeit jedoch auch aufwärts bzw. nach oben auswirken, also auch gegen die Fließrichtung: strömender oder unterkritischer Abfluss.

Mathematisch lässt sich dies aus der Bernoullischen Energiegleichung ableiten. Als quadratische Gleichung besitzt diese bei konstantem Abfluss ein Minimum der Energiehöhe, bei dem die kritische Geschwindigkeit bzw. der kritische Abfluss auftritt. Dieser Zustand liegt genau zwischen den beiden o. g. Zuständen.
Mathematisches Kriterium für den genauen Strömungszustand ist die Froude-Zahl {\displaystyle Fr} des Gerinnes, die hier das Verhältnis der Fließgeschwindigkeit {\displaystyle v_{\text{fl}}} zur Ausbreitungsgeschwindigkeit {\displaystyle v_{\text{ausbr}}} einer Flachwasserwelle beschreibt:
- {\displaystyle Fr>1\Leftrightarrow v_{\text{fl}}>v_{\text{ausbr}}}: überkritischer Zustand / Schießen
- {\displaystyle Fr=1\Leftrightarrow v_{\text{fl}}=v_{\text{ausbr}}}: kritischer Zustand
- {\displaystyle Fr<1\Leftrightarrow v_{\text{fl}}<v_{\text{ausbr}}}: unterkritischer Zustand / Strömen.

Für die Berechnung von Gerinnen ist dies von großer Bedeutung:
- bei schießendem Abfluss hat die Berechnung der Energielinie stromabwärts zu erfolgen
- bei strömendem Abfluss hat die Berechnung der Energielinie stromaufwärts zu erfolgen.
- Am dazwischenliegenden Punkt des Fließwechsels (z. B. an Wehren) können die Anfangsbedingungen für eine Abflussberechnung gewonnen werden.

Der Wechsel vom strömenden zum schießenden Abfluss (z. B. bei Erhöhung des Gefälles entlang des Fließweges oder großen Einengungen) erfolgt gleichsam kontinuierlich, wohingegen der Wechsel vom schießenden zum strömenden Abfluss sprunghaft erfolgt (Wechselsprung), verbunden mit hoher Energiedissipation. Letzteres wird in Tosbecken von Wasserkraftwerken zur gezielten Energieumsetzung ausgenutzt.

### Gleichförmiger und ungleichförmiger Abfluss
- Beim gleichförmigen Abfluss ändert sich die Fließgeschwindigkeit entlang einer Stromlinie nicht.
- Bei stationärem (zeitlich konstantem) und gleichförmigem Abfluss ist der Wasserspiegel parallel zur Gerinnesohle.
- Einengungen, Erweiterungen, Schwellen und ähnliches führen zu Abflussverhältnissen, bei denen ungleichförmiger Abfluss vorliegt und der Wasserspiegel nicht mehr parallel zur Gerinnesohle verläuft.

### Schwall und Sunk
Bei zeitlichen Änderungen des Abflusses spricht man von instationären Bedingungen. Besonders deutlich tritt dies bei plötzlichen Abflussänderungen auf, z. B. durch das Öffnen und Schließen von Wehren oder bei Katastrophen wie dem Bruch von Staudämmen. Man versteht unter
- Schwall eine plötzliche Erhöhung des Abflusses
- Sunk eine plötzliche Verminderung des Abflusses.

### Berechnung
Unter stationären Bedingungen erfolgt die Berechnung entweder nach einfachen Formeln für gegebene Abflussquerschnitte oder abschnittsweise von Profil zu Profil.
- Die Berechnung der mittleren Fließgeschwindigkeit erfolgt bei bekanntem durchflossenem Querschnitt in der Praxis meist nach empirischen Formeln (z. B. der Fließformel nach Gauckler-Manning-Strickler oder Darcy-Weisbach).
- Eine exakte mathematische Berechnung der Wasserspiegellage ist nach Lösung der eindimensionalen Bewegungsgleichung nur für ein Rechteckgerinne möglich. Die Berechnungen über gegliederte Querprofile bedarf einer Kalibrierung des numerischen Modells anhand von Naturmessungen oder alternativ wird zur Berechnung der Wasserspiegellagen ein höher dimensionaler Berechnungsansatz gewählt.
- Der Verlauf der Wasserspiegellagen entlang des Fließweges bei bekanntem Abfluss basiert auf der Bernoullischen Energiegleichung und erfolgt bei strömenden Abfluss gegen die Fließrichtung und bei schießenden Abfluss mit der Fließrichtung, beginnend in einem Anfangsquerschnitt mit schon bekannter Spiegelhöhe.

Die Berechnung gegen die Fließrichtung bei strömendem Abfluss hat zur Folge, dass eine eventuelle Fehleinschätzung der Wasserspiegelhöhe (sowohl zu hoch als auch zu niedrig) im darauf folgenden Abschnitt ausgeglichen wird. Eine zu hoch eingeschätzte Wasserhöhe hat eine kleinere Geschwindigkeit zur Folge; die ein flacheres Energieliniengefälle im nächsten Abschnitt und daraus resultierend eine geringere Wasserhöhe. Somit wird die Toleranzabweichung aus dem ersten Abschnitt ausgeglichen.
Schwall und Sunk sind als instationäre Strömungsvorgänge nur mit komplexeren Formeln zu berechnen.

## Sport und Freizeit
Zum Flusssurfen und für Paddelakrobatik werden natürliche oder künstliche Schwalle mit Rücksprung genutzt. Sowohl in natürlichen Flüssen als auch in künstlichen Gerinnen im Zuge der Nutzung von Wasserkraft, Be- oder Entwässerung, sowie rein für den Sport errichtete Wasserbahnen, die mitunter das Wasser im Kreislauf pumpen. Beispiele sind Almkanal südlich der Stadt Salzburg, Mur (bis 2016) und Mühlgang in Graz, Paddelkanal auf der Donauinsel Wien, Eiskanal in Augsburg und der Eisbach in München.
Gegenstromanlagen und Wellenbäder dienen dem Schwimmtraining auf beengtem Raum und dem Wassererleben.

## Holzschwemme, Flößerei
Der Schwarzenbergsche Schwemmkanal, die Holztrift im Reichraminger Hintergebirge sind Beispiele der Nutzung von Gerinnen für den Holztransport ohne Besetzung mit Menschen. Die Flößerei flussabwärts geschah jedoch mit auf den Floßen werkenden Flössern. Ehemals wurden auch Meeresbuchten an der Westküste Nordamerikas zum Sammeln und Lagern von entasteten Holzstämmen insbesondere für die Verarbeitung zu Papier genutzt. Das Feuchthalten mit Wasser verhindert den Insektenbefall von Holzstämmen.

## Schwemmen
Kleine Kanäle zum Entwässern mit und ohne dem Mitschwemmen von aufschwimmenden und/oder sinkenden Stoffen finden vielerlei Anwendung:
- Rinnen schräg quer über steile, insbesondere unbefestigte Straßen, um deren Erosion durch Wasserfluss zu verhindern
- gepflasterter Spitzgraben zwischen Asphaltfahrbahn und Gehsteigrandleiste.
- auf den Straßen von Freiburg im Breisgau, vereinzelt auch in Villingen und historisch in Bern (CH) zur Reinhaltung, Be- und Entwässerung
- Dachrinnen unter der Traufe einer Dachfläche
- Schwemmrinnen in Waschräumen
- Hochwasserschutzbauten an Berghängen als Barrieren mit kleinen Öffnungen, um mitgeschwemmten Schutt aufzufangen
- Ablagerung von Schotter, wo ein Fluss flacher und breiter wird
- in Viehställen für den Abfluss von Kot und Harn mitsamt Streu, zeitweise mit Unterstützung durch schiebende Elemente

## Fähren
Strömende Gewässer können Seilfähren antreiben.

## Strömungsversuche
Technisch-physikalische Versuche etwa mit Bootsmodellen können in Strömungs- oder Schleppkanälen durchgeführt werden.

## Fische und Fischen, Tiere, Mensch
Insbesondere Fische können mit der Strömung treiben, gegen die Strömung anschwimmen und dabei im Wesentlichen ortsfest verharren oder gegen die Strömung flussaufwärts wandern. Via Fischwanderhilfen können Hindernisse wie Stauwerke von Wasserkraftwerken umgangen werden. Wasseramseln tauchen in fließendes Wasser um unter Wasser zu jagen. Andere Tiere sitzen auf einem Stein im Fluss und warten, um vorbeikommende Fische zu fassen.
Beim Flussfischen kann die Strömung genutzt werden. Fische werden in ein Netz geschwemmt. Köder und Schwimmer einer Angelleine treiben ein Stück ab und spannen die Leine.
Biber fällen Bäume, indem sie den Stamm durchnagen und errichten Dämme. Manche Nager nützen die Zwischenräume von Uferverbauungen zum Graben von Bauen. Im Zusammenwirken mit der Strömung können sich Uferbefestigungen lockern.
Beim Flussschwimmen wird gegen, quer zur oder mit der Strömung geschwommen. Flusssurfen kann an einem an einem Seil hängend erfolgen, das an einem Festpunkt hängt oder an einem Wechselsprung, vulgo Walze.
Bei ausreichend geringer Strömungsgeschwindigkeit kann flussab und flussauf gepaddelt und gerudert werden. Beim Slalom wird zumindest stellenweise aufwärts gepaddelt. Wildwasser wird typisch mit Kajak, Kanu, SUP-Board oder Raft stromab überwunden. Unüberwindbare Stellen (große Gefahr oder Hindernis) werden mitunter „übertragen“. Beim Canyoning werden Seil und Schwimmweste benutzt, um stromab zu kommen.